# Viaderiana kasei
Viaderiana kasei is een krabbensoort uit de familie van de Pilumnidae. De wetenschappelijke naam van de soort is voor het eerst geldig gepubliceerd in 2003 door Takeda & Manuel.